# BIM (Literaturzeitschrift)
BIM (nach einem Spitznamen von Barbados) ist ein angesehenes, nichtkommerzielles „little magazine“ (Künstlerische Zeitschrift) welches 1942 erstmals in Barbados veröffentlicht wurde. Es war eines von zwei literarischen Journalen in der Karibik welche in den 1940ern Pionierleistungen für die Literaturszene vollbrachten. Das zweite derartige Magazin war A. J. Seymours Kyk-Over-Al in Britisch-Guayana 1945. Das Barbados National Register bewertet die 16 Bände des BIM zusammen mit der damit verbundenen Frank Collymore Collection of Correspondence 2008:

“The importance of the magazine is that it provides a miniature history of primary sources in West Indian literature. In the mid twentieth century the magazine fostered the idea, new in the region at that time, that the profession of writing is an honorable one. The magazine was the chief meeting place for Anglophone literary ideas thus enabling the writers to overcome their isolation. Bim provided also an opportunity for new writers to appear in print alongside more established Caribbean writers who had published abroad. The magazine was thus a major force for regional dialogue, championing regionalism by its actions. Almost every important West Indian writer contributed first poems and short stories to Bim. It was here that they obtained their first encouragement and it was from here that links were established with the BBC programme Caribbean Voices and its producer Henry Swanzy who championed the development of Caribbean writing abroad.”

„Die Bedeutung des Magazins besteht darin, dass es eine Miniaturgeschichte der Primärquellen der westindischen Literatur liefert. Mitte des 20. Jahrhunderts förderte das Magazin die damals in der Region neue Idee, dass der Beruf des Schriftstellers ein ehrenhafter Beruf sei. Das Magazin war der wichtigste Treffpunkt für anglophone literarische Ideen und ermöglichte es den Autoren, ihre Isolation zu überwinden. BIM bot auch neuen Autoren die Möglichkeit, neben etablierteren karibischen Schriftstellern, die im Ausland veröffentlicht hatten, in gedruckter Form zu erscheinen. Das Magazin war somit eine wichtige Kraft für regionalen Dialog, der sich durch sein Handeln für den Regionalismus einsetzt. Fast jeder wichtige westindische Schriftsteller schrieb seine ersten Gedichte und Kurzgeschichten für BIM. Hier erhielten sie ihre erste Ermutigung, und von hier aus wurden Verbindungen zur BBC-Sendung Caribbean Voices deren Produzenten Henry Swanzy hergestellt, der sich für die Entwicklung karibischer Literatur im Ausland einsetzte.“

Der Gründungsherausgeber des BIM war Frank Collymore. Weitere Herausgeber waren A. N. Forde, Edward Kamau Brathwaite, John Wickham und E. L. Cozier. Letzte Herausgeberin war Esther Phillips.

## Geschichte
Die Zeitschrift begann als Veröffentlichung des Young Men’s Progressive Club und erschien erstmals im Dezember 1942. Ursprünglich gab es vier Ausgaben im Jahr und die Veröffentlichung lief bis 1996. Viele karibische Schriftsteller, die in den 1950ern und 1960ern internationale Anerkennung erhielten, veröffentlichten in der Anfangszeit in BIM. Darunter waren Michael Anthony, Ian McDonald, Sam Selvon, George Lamming, und Monica Skeete. Lamming schrieb in eine Einführung zur Ausgabe im Juni 1955:

“There are not many West Indian writers today who did not use Bim as a kind of platform, the surest, if not the only avenue, by which they might reach a literate and sensitive reading public, and almost all of the West Indians who are now writers in a more professional sense and whose work has compelled the attention of readers and writers in other countries, were introduced, so to speak, by Bim.”

„Es gibt heute nicht viele westindische Schriftsteller, die BIM nicht als eine Art Plattform nutzten, als sichersten, wenn nicht einzigen Weg auf dem sie ein gebildetes und sensibles Lesepublikum erreichen könnten, und fast alle Westinder, die heute in einem professionelleren Sinne Schriftsteller sind und deren Werke die Aufmerksamkeit von Lesern und Schriftstellern in anderen Ländern erregt haben, wurden sozusagen von BIM vorgestellt.“

Nach einem Jahrzehnt der Pause wurde BIM 2007 wiederveröffentlicht. Es wird nun unter dem Untertitel „Arts for the 21st Century“ (Die Künste für das 21. Jahrhundert) veröffentlicht und zweimal pro Jahr (in Mai und November) vom Errol Barrow Centre for Creative Imagination, der University of the West Indies (UWI), Cave Hill, Bridgetown, Barbados, in Zusammenarbeit mit dem Büro des Premierministers herausgegeben.
Das Magazin bringt oft Ausgaben mit speziellen Themen, beispielsweise Haiti 2010. Im November 2016 wurde an der UWI, Cave Hill, eine spezielle Independence Edition veröffentlicht mit Werken von Esther Phillips, George Lamming, Kamau Brathwaite, Austin Clarke, Anthony Kellman, Linda Deane, Sir Henry Fraser, Sir Hilary Beckles, Mark McWatt und Adrian Greene veröffentlicht.